# عبد الواحد علواني
عبد الواحد علواني كاتب وتربوي وباحث سوري يعنى بالقضايا التربوية والفكرية.
له إنتاج غزير في أدب الأطفال مثل سلسلة العم صبور /أحب المدرسة / حكايات مجسمة / السلسلة الذهبية / جليلة وفتنة
له عدد من الكتب التربوية الهامة في سوريا منها ثقافة التنشئة / تربية البنات والبنين في القرن الحادي والعشرين
له دراسات في فلسفة الأديان وصراع الحضارات مثل الإسلام والغرب / مغامرة التأويل وغيرها من المؤلفات والدراسات، منها دماء من أجل السماء.
له عشرات المقالات والأبحاث في الدوريات والصحف العربية، وقدم الكثير من الأوراق البحثية في مؤتمرات وندوات عالمية وإقليمية. أشرف وأخرج وقدم الكثير من الأعمال الحاسوبية والمرئية والمسموعة.

## أعماله

### دماء من أجل السماء
دماء من أجل السماء هو كتاب يحتوي على عدد من المقالات والدراسات التي تنتظم في أربعة محاور، وتدور المقالات حول دور الدين في صراعات العالم المعاصر، والخلفية الدينية التي تحرك عالم السياسة، وبيان التأثير المتبادل بين السياسة والدين، من أهم فصوله: لماذا يمزق الدين المجتمعات الإنسانية، أي الأديان هو الدين الحق، حفريات قرآنية، جنود السماء. صدر سنة 2007 عن دار الناقد الثقافي القاهرة.